# Roberto Eduardo Chute
Roberto Eduardo Chute (Buenos Aires, 23 de noviembre de 1903 - Adrogué, provincia de Buenos Aires, 1 de febrero de 2002 fue un abogado y ministro de la Corte Suprema de Justicia de Argentina.

## Actuación profesional
Estudió  en la Facultad de Derecho de la Universidad de Buenos Aires en tanto trabajaba como meritorio, esto es empleado judicial sin sueldo durante 4 años. Se recibió de abogado en 1927 y se  doctoró años después en la misma Facultad, en 1944, con una tesis calificada como sobresaliente sobre la  Improcedencia de la expropiación cuando la tierra privada se ha afectado voluntariamente al dominio público. El caso de las franjas destinadas a calles.
Dejó su tarea en Tribunales para trabajar como empleado en la Dirección de Irrigación y en 1927 el por entonces ministro de Obras Públicas Roberto Marcelino Ortiz lo nombró su secretario privado. En 1928 fue segundo jefe de la sección legal de Obras Sanitarias de la Nación, pero volvió a la profesión por poco tiempo ya que en 1930 fue nombrado secretario de un juzgado civil; 4 años después era juez de primera instancia en el recién creado fuero de la justicia de paz y en 1938 pasó a ser titular de un juzgado en lo civil. El presidente Ramón S. Castillo le ofreció ser camarista en lo contencioso administrativo, pero no aceptó porque toda su carrera la había hecho en la justicia civil. 
En 1943 fue ascendido a juez de la cámara nacional de apelaciones en lo Civil pero al haberse producido el golpe de Estado del 4 de junio de 1943 no pudo obtener el acuerdo del Senado, por estar disuelto el Congreso Nacional, de modo que continuó su desempeño “en comisión”, esto es con un nombramiento que expiraba al finalizar el primer período de sesiones del Congreso que se produjera después de la designación, lo cual ocurrió el 30 de septiembre de 1946. En esta fecha el acuerdo que había pedido el presidente Juan Domingo Perón no había sido acordado, por lo cual debió cesar hasta que se le dio unos meses después y pudo reasumir el cargo. En 1947 fue nombrado presidente de la Cámara Nacional de Apelaciones en lo Civil, cargo que recién dejó en 1966 al ser designado  en la Corte Suprema. En 1956 integró la Comisión Reformadora del Código de Procedimientos y en 1958 fue presidente de la Comisión encargada de reformar el sistema de archivos de los Tribunales de la Capital Federal.

## Designación en la Corte Suprema de Justicia
El gobierno  surgido del golpe de Estado del 28 de junio de 1966 destituyó a los miembros de la Corte Suprema de Justicia, redujo a cinco el número de sus integrantes mediante la ley 16.985 y el presidente de facto Juan Carlos Onganía nombró los reemplazantes, entre los que estaba incluido Chute quien, según él mismo contara, fue llamado dos días después del golpe militar para ofrecerle el cargo. Chute no tenía relación con sectores de partidos políticos ni de las Fuerzas Armadas; en 1966 no lo conocían personalmente el presidente Onganía ni los otros ministros de la Corte a quienes iba a acompañar: Eduardo Ortiz Basualdo, de larga carrera judicial; Marco Aurelio Risolía (hasta entonces decano de Derecho de la UBA), Luis Carlos Cabral y Guillermo Antonio Borda. Al igual que los demás jueces, fue designado mediante el Decreto Nº 42 del 4 de julio de 1966 y juraron ante Onganía el mismo día.
La ideología de estos jueces tenía influencias conservadoras y católicas, sus antecedentes académicos permitían considerarlos aptos para formar una Corte de justicia respetada y con cierta independencia. Por Acuerdo de ese día eligieron como presidente a Ortiz Basualdo, quien conservó el cargo hasta la renuncia de todos ellos, ya que fue reelegido por Acuerdos del 23 de junio de 1969 y 23 de junio de 1972.
Además de con los jueces designados simultáneamente, compartió la Corte Suprema en distintos momentos con Margarita Argúas y José Federico Bidau.
En 1970 fue Delegado de la Corte Suprema de Justicia ante el Gobierno de España por la promulgación de la Ley Orgánica del Poder Judicial Español.
Presentó su renuncia, al igual que los integrantes del Tribunal, días antes de asumir las nuevas autoridades constitucionales, y la misma le fue aceptada por el Decreto Nº 4970 el 24 de mayo de 1973, un día antes de la entrega del mando. Por Acuerdo de ese día los miembros de la Cámara Nacional de Apelaciones en lo Federal y Contencioso Administrativo procedieron conforme la reglamentación vigente a designar entre sus integrantes a los jueces de la Corte que actuarían hasta que se nombraran los nuevos titulares. Fueron elegidos Felipe Ehrlich Prat, Alberto García Piñeiro, Enrique Ramos Mejía y Horacio H. Heredia.

## Su retiro y valoración
Se jubiló y se retiró llevando una vida tranquila en su domicilio en Adrogué donde vivía desde mucho tiempo atrás. En 1988 fue distinguido con el Premio Konex de Platino como ejemplo paradigmático de juez y en 1991. Recibió el Premio a la Excelencia, otorgado por el Rotary Club.
Su dedicación exclusiva mientras estuvo en actividad fue la administración de justicia, al punto tal que ni siquiera quiso ocupar la docencia de Derecho Civil en la Universidad de Buenos Aires. Por otra parte, supo mantenerse tan apartado de todo tilde político, que logró sortear situaciones difíciles para la estabilidad de los jueces en los tiempos que le tocó vivir. Vivió más de medio siglo en la misma casa, en Adrogué, con un tono sencillo y austero.
Falleció el 1 de febrero de 2002. Había estado casado con María Lía Bieule, fallecida en 1957, y al morir Chute tenía dos hijos, nueve nietos y seis bisnietos.